# 岩手上郷駅
岩手上郷駅（いわてかみごうえき）は、岩手県遠野市上郷町板沢にある、東日本旅客鉄道（JR東日本）釜石線の駅である。

## 歴史
当駅は1914年（大正3年）4月18日に岩手軽便鉄道が遠野 - 仙人峠間を開通させた時に開設された。当初は第1早瀬川橋梁の工事が遅れた関係で仮橋運行となり、路線自体が貨物営業のみであった。5月15日から旅客営業が開始されたが、これについては5月19日の説もある。そのころは762ミリメートル特殊狭軌の軽便鉄道であった。また、岩手軽便鉄道の中間区間での工事が難航して、東側で部分開業をしたため、東線として孤立した区間で運行していた。花巻 - 仙人峠の全線が完成したのは1915年（大正4年）11月23日のことであった。
1936年（昭和11年）8月1日に国有化されて国鉄の駅となった。その後は国鉄標準の1,067ミリメートル軌間への改軌工事が進められた。しかし、第二次世界大戦の戦局悪化に伴い労働力や資材が不足して改軌工事は一旦中止となった。1948年（昭和23年）9月にアイオン台風によって山田線が大きな被害を受けると、三陸海岸方面への鉄道連絡を早期に回復させるために釜石線の工事が再開されることになり、12月に再着工した。1950年（昭和25年）10月10日に、仙人峠を越える区間が完成して釜石線が全通するとともに、遠野 - 足ヶ瀬間の改軌工事が完成し、全区間を1,067ミリメートル軌間の列車が運転されるようになった。

### 年表
- 1914年（大正3年）
  - 4月18日：上郷駅（かみごうえき）として開業。当初は貨物駅であった[5]。
  - 5月15日[6]：旅客営業を開始（5月19日の説もある）。
- 1916年（大正5年）2月10日：岩手上郷駅に改称[7]。
- 1936年（昭和11年）8月1日：岩手軽便鉄道の国有化により国鉄釜石線の駅となる[2]。
- 1944年（昭和19年）10月11日：国鉄釜石東線の開業に伴い、所属の路線名が釜石西線に変更となる[4]。
- 1950年（昭和25年）10月10日：国鉄釜石線の全通により、再び釜石線の駅となる。1,067ミリメートル軌間への改軌工事が完成する[4]。
- 1963年（昭和38年）10月1日：専用線を除く貨物の取り扱いを廃止[8]。
- 1972年（昭和47年）9月10日：貨物の取り扱いを完全廃止[8]。
- 1984年（昭和59年）2月1日：荷物の扱いを廃止[8]。
- 1987年（昭和62年）4月1日：国鉄分割民営化により、東日本旅客鉄道の駅となる[4][8]。
- 1993年（平成5年）10月1日：CTC化により無人化[3]。岩手上郷駅長が廃止され、遠野駅長管理下となる。
- 2018年（平成30年）6月1日：遠野駅の業務委託化に伴い、北上駅長管理下となる。
- 2022年（令和4年）：交換設備を撤去[注 1]。
- 2024年（令和6年）10月1日：えきねっとQチケのサービスを開始[1][11]。

## 駅構造
島式ホーム1面2線の列車交換可能な地上駅であったが、2022年（令和4年）中に交換設備が撤去され、上り線だった側（入口反対側）を使用した単式ホーム1面1線となっている。北上駅管理の無人駅である。旧上り線路は撤去されず残っている。

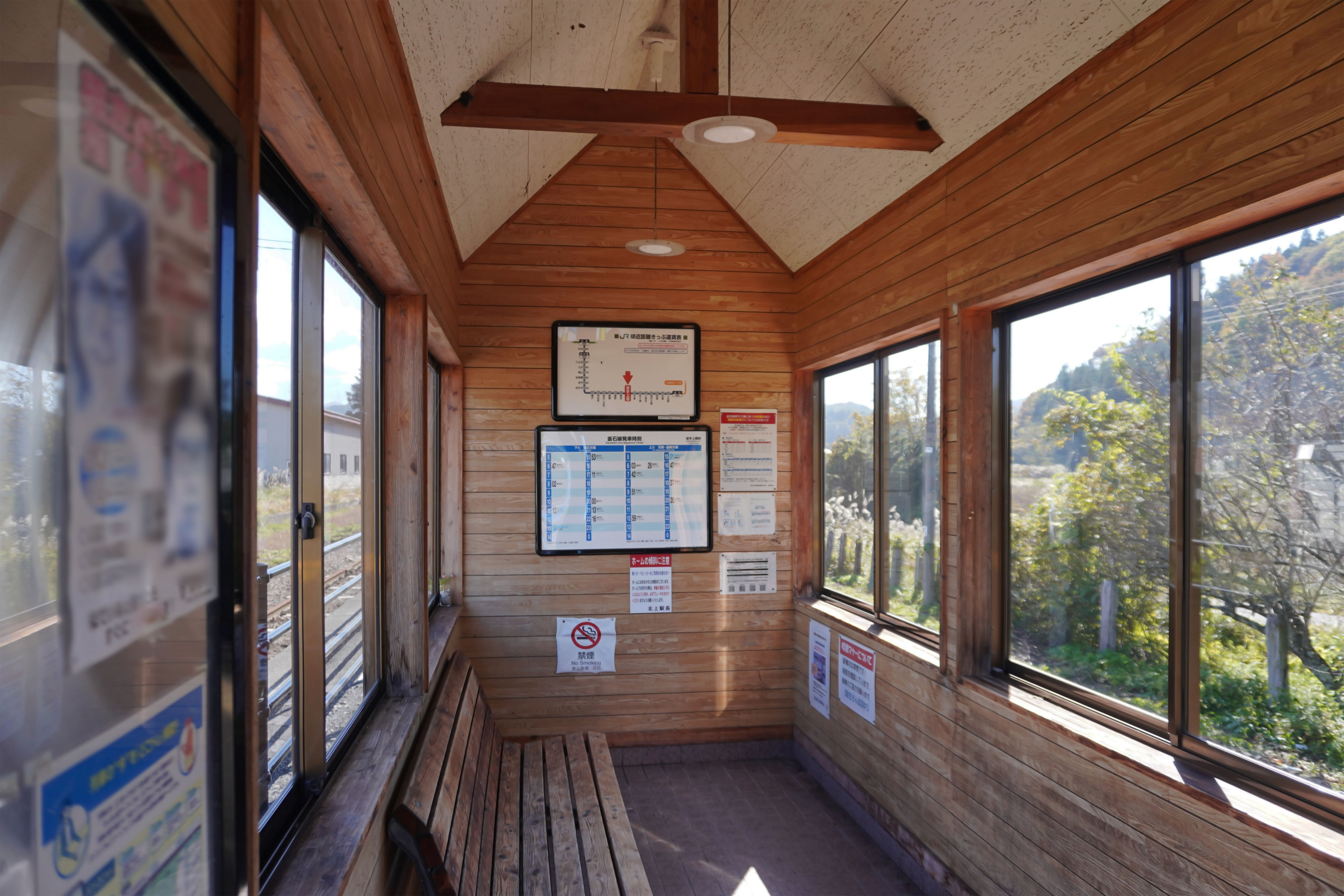
待合室（2023年10月）
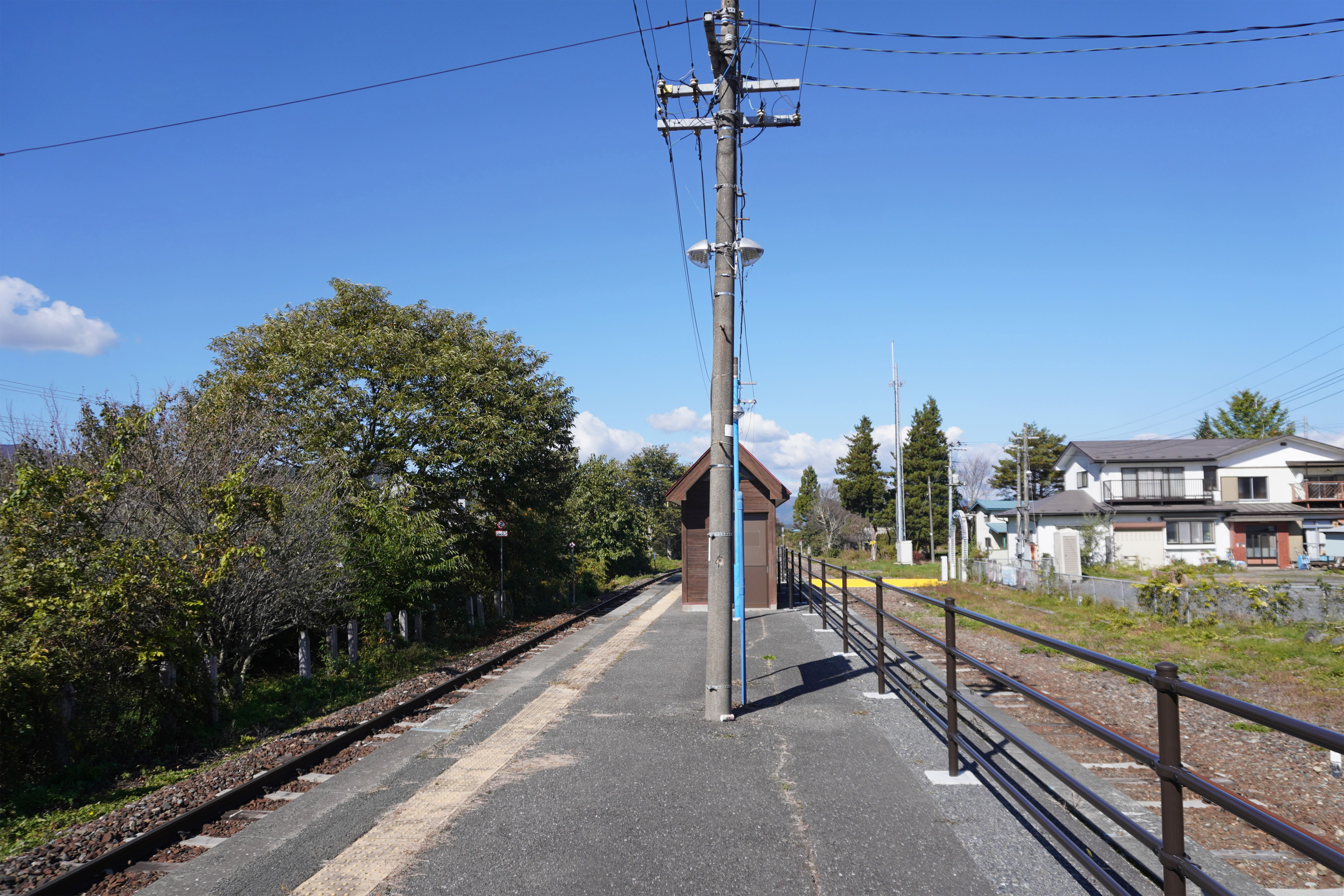
ホーム（2023年10月）

## 駅周辺
- 岩手上郷郵便局
- 国道283号

## その他
- エスペラントによる、「Cervodanco（ツェルヴォダンツォ：鹿踊り）」という愛称がついている。

## 隣の駅
東日本旅客鉄道（JR東日本）
■釜石線
□快速「はまゆり」（53・6号のみ停車） 
遠野駅 - 岩手上郷駅 - 松倉駅
■普通
青笹駅 - 岩手上郷駅 - 平倉駅